# AVOC
De AVOC-methode is een Nederlandse aanpak van onveilige verkeerssituaties, met een concentratie op groepen verkeersongevallen op een locatie. AVOC is een afkorting van Aanpak Verkeersongevallenconcentratiepunten.

## Werkwijzen
In Nederland daalt de verkeersonveiligheid nog ieder jaar, wat wordt toegeschreven aan de aanpak van de onveilige verkeerssituaties.
Allereerst wordt bekeken welke aanpak het beste is voor desbetreffende onveilige verkeerssituatie. Er zijn drie methoden om de situatie aan te pakken:
- AVOC-methoden (aanpak van groepen verkeersongevallen op een locatie)
- AGEB-methoden (aanpak van ongevallen in een gebied of route)
- ASPE-methoden (aanpak van zelfde ongevalkenmerken maar in ander gebied)

Deze methoden zijn uit te voeren binnen het oplossen van een gevaarlijke verkeerssituatie. Dit zijn dus drie verschillende werkwijzen, samen met een duidelijke doelstelling, inventarisatie en het bepalen van de probleemvelden vormt het een probleemgerichte werkwijze.

## Methoden beschrijving
Er is sprake van een ongevalsconcentratie als er op één locatie opvallend meer ongevallen gebeuren. Anders gezegd: wanneer er in een periode van 3 tot 5 jaar maar liefst 10 ongevallen zijn geregistreerd of 5 met een overeenkomstig schadebeeld (motor ongeval, ongeval met blijvend letsel) dan is er pas sprake van een aantoonbaar onveilige situatie.
Werken met de AVOC-methode is het beste wanneer er meerdere malen een ongeval met eenzelfde letsel plaatsvindt op één locatie.

## Stappenplan
De AVOC-methode gaat uit van een stappenplan voor een zogeheten AVOC-analyse:
1. Inventarisatie gegevens: aantal ongevallen, groepen verkeersdeelnemers, manoeuvrediagram, intensiteiten en evt. ongevallenregistratiegegevens van de politie
2. Bepalen ongevalveroorzaker: maak een analyse van de voorgevallen ongevallen en bepaal de grootste gemene deler (hierbij geeft het manoeuvrediagram al veel informatie)
3. Hypothesen vormen: stel hypothesen voor de ongevalsoorzaken per dominant ongevalstype. De hypothesen dienen met ja of nee beantwoord te kunnen worden.
4. Bevindingen vastleggen: toets de hypothesen subjectief door middel van een inschatting van de verkeerssituatie ter plaatse. Leg hierbij de bevindingen die de hypothesen bevestigen of ontkennen vast.
5. Aanvullend onderzoek: wanneer de toetsing van de hypothesen niets heeft opgeleverd kan er aanvullend onderzoek worden gedaan, hierin worden de onderwerpen die vaak niet aan de orde komen boven tafel gehaald. Hierbij moet je denken aan gevoelens en verkeersgedrag. Wanneer dit alles tot niets leidt moet het AVOC onderzoek worden afgesloten zonder resultaat.
6. Achterliggende oorzaken: omdat de dominante ongevalstypes samen met de uitkomsten van de hypothesen verschillende gemeenschappelijke oorzaken kunnen hebben, worden deze geordend en meegenomen in het proces.
7. Maatregelen: wanneer alle gegevens zijn vastgesteld kunnen er maatregelen worden genomen om de situatie veiliger te maken. Dat gebeurt door de ongevalsoorzaak weg te nemen zonder dat het grote neveneffecten oplevert, en het moet samen voor de verkeersdeelnemers een samenhangend geheel vormen.

## Koppeling Duurzaam Veilig
Door het toepassen van de AVOC-methode op verschillende locaties is het aantal ongevallen op deze locaties verminderd met 32%. De methode werkt niet direct met de benaderingen van Duurzaam Veilig, echter dient de maatregel die uit de methoden volgt wel aan Duurzaam Veilig-beleid te voldoen. De methode maakt inzichtelijk waar de prioriteiten van Duurzaam Veilig gelegd kunnen worden, waardoor het toch gedeeltelijk bijdraagt aan Duurzaam Veilig-beleid.